# Dele Fadele
Ayodele Fadele (8 de agosto de 1962-marzo de 2018) fue un músico y periodista musical inglés que estuvo activo desde mediados de la década de 1980. Escribió para la NME a fines de la década de 1980 y principios de la de 1990, y fue uno de los primeros críticos musicales en presentar a los artistas de rap estadounidenses emergentes, como Public Enemy, De La Soul y A Tribe Called Quest, a la corriente principal de aficionados a la música británicos.
Fadele tenía amplios gustos musicales, que iban desde hip hop y acid house hasta shoegazing, industrial y grunge. Escribió piezas extensas sobre artistas como Nick Cave, New Order, 808 State, Einstürzende Neubauten, Marianne Faithfull y Osibisa. Era sociable y, según Andrew Collins, siempre estaba «absolutamente apasionado» cuando llegaba a la oficina de NME cada mañana.
Murió en marzo de 2018 tras sufrir de cáncer. Sus antiguos colegas de la industria musical no supieron de su muerte hasta agosto de 2020. Muchos de ellos escribieron obituarios conmocionados pero muy agradecidos en los días siguientes. Chuck D, de Public Enemy, dijo que Fadele fue «el primer periodista negro del Reino Unido que me entrevistó», y que «pensó que era increíble. Y también fue para nuestra primera difusión importante en la prensa musical del Reino Unido».

## Primeros años
Ayodele Fadele nació en Highbury, Londres, el 8 de agosto de 1962, pero se crio en Ibadán, Nigeria, donde su padre ejercía como arquitecto. Tenía tres hermanos y dos hermanas. Más tarde estudió ingeniería civil en la Universidad de Siracusa en Nueva York.

## Carrera profesional
En la década de 1990, Fadele fue miembro de la banda de música electrónica Welfare Heroin. Fadele siempre fue franco; Courtney Love describió su crítica condenatoria del concierto de Hole en 1991 en Camden Underworld como «la peor» crítica que había recibido. En el artículo, Fadele describió escuchar a la banda como algo parecido a «de repente [sentir] que una nube oscura desciende y estás envuelto por la oscuridad». Continuó escribiendo que «Hole son ... aguafiestas. Su capacidad para deprimirse en nombre del entretenimiento no tiene rival».
En 1992, Fadele fue el primer crítico en destacar la adaptación de Morrissey de imágenes de extrema derecha y el apoyo al Partido Nacional Británico y a actitudes antiinmigrantes, cuando acusó al cantante de «avivar las llamas del odio racial». En el artículo, Fadele preguntó: «Entonces, ¿podría el mismo escritor albergar pensamientos aparentemente ignorantes como 'Inglaterra para los ingleses' (sus comillas) considerando las pasadas aventuras coloniales de su amada Inglaterra?».
Aparentemente, ni Fadele ni NME fueron perdonados por Morrissey; según The Guardian, «cuando ... el único escritor negro del periódico, Dele Fadele, persuadió a los editores de NME para que publicaran una historia de portada crítica al respecto, Morrissey se negó a hablar con la revista durante 12 años».

## Muerte
Fadele murió después de una breve enfermedad con cáncer de estómago en marzo de 2018. Había estado fuera de contacto con otros periodistas musicales durante varios años, y la prensa del Reino Unido solo notó su muerte en agosto de 2020, cuando se informó que había muerto dos años antes. El exescritor de Melody Maker, Simon Price, fue uno de los primeros en escucharlo, y el 21 de agosto de 2020 tuiteó: «Se ha estado corriendo lentamente la voz de que Dele Fadele, el legendario escritor de NME, falleció hace dos años». La noticia fue recibida con amplios homenajes y reconocimientos profesionales.
Al escribir para The Quietus en un artículo publicado ese día, John Doran dijo que Fadele era «una de esas figuras gloriosamente más grandes que la vida que instantáneamente te hace darte cuenta de que a veces son los escritores de música y los fotógrafos quienes viven vidas mucho más salvajes que las de las estrellas manejadas por los medios de comunicación que documentan». El músico y escritor John Robb escribió cómo el «profundo amor por la música de Fadele era hipnótico ... pasábamos horas hablando de noise rock, hip hop y afrobeat; estaba increíblemente informado sobre una gran cantidad de estilos y fue una presencia completamente activa e inspiradora».
El periodista de NME, David Quantick, dijo que «se enteró anoche de que Dele Fadele había muerto, hace algún tiempo. Era un amigo brillante, un hombre encantador y un escritor fantástico. Y se coló en muchas colecciones de discos con la versión de Welfare Heroine  [sic] de 'Where Do You Go To My Lovely'».